# Großsteingrab Holßel
Das Großsteingrab Holßel war eine megalithische Grabanlage der jungsteinzeitlichen Trichterbecherkultur bei Holßel, einer Ortschaft der Stadt Geestland im Landkreis Cuxhaven (Niedersachsen). Erste Hinweise auf die Existenz des zerstörten Grabes wurden Anfang der 1960er Jahre bei der archäologischen Landesaufnahme Niedersachsens gefunden. An seinem Standort wurden damals rund 200 Stücke gebrannter Feuerstein entdeckt. Im Sommer 2020 fand eine Grabung durch die kommunale Denkmalpflege statt. Dabei wurden Reste des Bodenpflasters der Grabkammer aus Rollsteinen und eine Deckschicht aus Feuersteingeröll und gebranntem Feuerstein festgestellt. Wegen starker landwirtschaftlicher Aktivitäten waren keine Standspuren von Wandsteinen mehr auszumachen. Es waren allerdings nicht alle großen Steine abtransportiert worden. Drei Findlinge, die teilweise Spaltspuren auswiesen, waren unweit der Kammer vergraben worden. Das ursprüngliche Aussehen der Anlage ließ sich anhand dieser Befunde nicht mehr rekonstruieren. Die Einordnung als trichterbecherzeitliches Großsteingrab wurde durch den Fund einer typischen querschneidigen Pfeilspitze und zweier vollständiger Feuerstein-Beile bestätigt.